# Zvole (district de Prague-Ouest)
Pour les articles homonymes, voir Zvole.
Zvole (en allemand : Swoll) est une commune du district de Prague-Ouest, dans la région de Bohême-Centrale, en République tchèque. Sa population s'élevait à 1 933 habitants en 2020.

## Géographie
Zvole se trouve à 7 km au nord-ouest de Jílové u Prahy, à 7,5 km à l'est-sud-est de Černošice et à 17 km au sud du centre de Prague.
La commune est limitée par Jíloviště, Prague, Dolní Břežany et Ohrobec au nord, par Libeř à l'est, par Okrouhlo au sud-est, par Březová-Oleško au sud, et par Vrané nad Vltavou à l'ouest.

## Histoire
La première mention écrite de la localité date de 1310.

## Administration
La commune se compose de deux quartiers :
- Zvole
- Černíky

## Transports
Par la route, Zvole se trouve à 9 km de Jílové u Prahy, à 20 km de Černošice et à 24 km du centre de Prague.

## Personnalités liées à la commune
- Dominik Plechatý (1999-), footballeur né à Zvole